# Busko-Zdrój (công xã)
Gmina Busko-Zdrój là một thành thị-nông thôn (công xã) ở Busko, Świętokrzyskie Voivodeship, ở miền trung nam Ba Lan. Khu vực hành chính của nó là thị trấn Busko-Zdrój, nằm cách khoảng 47 kilômét (29 mi) về phía nam thủ đô khu vực Kielce.
Gmina có diện tích 235,88 kilômét vuông (91,1 dặm vuông Anh), và đến năm 2006, tổng dân số của nó là 32.512, trong đó dân số Busko-Zdrój là 17.297, và dân số của vùng nông thôn của Gmina là 15.215.
Gmina chứa một phần của các khu vực được bảo vệ gọi là Công viên Cảnh quan Nida và Công viên Cảnh quan Szaniec.

## Làng
Ngoài thị trấn Busko-Zdrój, Gmina Busko-Zdrój chứa các làng và các khu định cư của Baranów, Bilczów, Biniątki, Błoniec, Bronina, Budzyń, Chotelek, Dobrowoda, Elżbiecin, Gadawa, Galów, Janina, Kameduły, Kawczyce, Kołaczkowice, Kostki Duże, Kostki Nam, Kotki, Lagiewniki, Las Winiarski, Mikułowice, Młyny, Nowa Wies, Nowy Folwark, Oleszki, Olganów, Owczary, Palonki, Pęczelice, Podgaje, Radzanów, Ruczynów, Siesławice, Skorzów, Skotniki Duże, Skotniki Nam, Słabkowice, Służów, Szaniec, Szczaworyż, Wełecz, Widuchowa, Wolica, Zbludowice, Zbrodzice, erniki Górne và Zwierzyniec.

## Gmina lân cận
Gmina Busko-Zdrój giáp với các Gmina của Chmielnik, Gnojno, Nowy Korczyn, Pińczów, Solec-Zdrój, Stopnica và Wiślica.